# اوگو لیوریس
هوگو لیوریس (به فرانسوی: Hugo Hadrien Dominique Lloris) (زاده ۲۶ دسامبر ۱۹۸۶) بازیکن فوتبال اهل فرانسه است که در پست دروازه‌بان برای باشگاه فوتبال لس آنجلس بازی میکند. 
هوگو لوریس برای عملکرد خیره کننده اش در جام جهانی ۲۰۱۸ و قهرمانی تیم ملی فرانسه ، مورد ستایش بسیاری از بزرگان فوتبال قرار گرفت. بسیاری از وی به عنوان یکی از بهترین و باثبات ترین دروازه بانان جهان یاد می‌کنند. 
وی رکورد دار بازی ملی برای فرانسه با ۱۴۵ بازی می‌باشد، پست تخصصی او دروازه‌بان است. او دوران بازیکنی را از المپیک لیون آغاز کرد. او دوران خوبی را با این تیم سپری کرد و به پیراهن شماره ۱ و کاپیتانی فرانسه هم رسید. در تابستان ۲۰۱۲ به تاتنهام هاتسپر پیوست. او در ابتدای حضور در اسپرز برای جایگاه دروازه‌بانی با برد فریدل آماده به رقابت پرداخت و ۲ ماه نیمکت‌نشین فریدل بود که همین باعث بحث و جدال لفظی آندره ویلاس-بوآس سرمربی وقت تاتنهام و دیدیه دشان سرمربی فرانسه شده بود. رفته رفته و با جا افتادن او در تیم و نمایش خیره کنندهٔ او در لیگ اروپا برابر لاتزیو به دروازه‌بان اول اسپرز تبدیل شد.

## آمار ملی

### بازی‌های ملی
| فرانسه | فرانسه | فرانسه   | فرانسه   |
| سال    | بازی   | کلین شیت | گل خورده |
| ------ | ------ | -------- | -------- |
| ۲۰۰۸   | ۱      | ۱        | ۰        |
| ۲۰۰۹   | ۷      | ۴        | ۴        |
| ۲۰۱۰   | ۱۱     | ۴        | ۱۰       |
| ۲۰۱۱   | ۱۱     | ۷        | ۴        |
| ۲۰۱۲   | ۱۳     | ۵        | ۱۰       |
| ۲۰۱۳   | ۱۱     | ۵        | ۱۱       |
| ۲۰۱۴   | ۱۱     | ۶        | ۶        |
| ۲۰۱۵   | ۷      | ۳        | ۸        |
| ۲۰۱۶   | ۱۳     | ۵        | ۱۱       |
| ۲۰۱۷   | ۹      | ۴        | ۸        |
| ۲۰۱۸   | ۱۴     | ۴        | ۱۶       |
| ۲۰۱۹   | ۶      | ۳        | ۴        |
| ۲۰۲۰   | ۶      | ۳        | ۵        |
| ۲۰۲۱   | ۱۶     | ۸        | ۱۲       |
| ۲۰۲۲   | ۹      | ۱        | ۱۱       |
| مجموع  | ۱۴۵    | ۶۳       | ۱۲۰      |

## افتخارات

### باشگاهی

#### لیون
- جام حذفی فوتبال فرانسه:قهرمانی ۲۰۱۱–۲۰۱۲
- سوپر جام فوتبال فرانسه:قهرمانی ۲۰۱۲

#### تاتنهام
- لیگ قهرمانان اروپا: نایب قهرمان ۲۰۱۸–۲۰۱۹

### ملی
- جام ملت‌های اروپا:نایب قهرمانی ۲۰۱۶
- جام جهانی فوتبال:قهرمانی ۲۰۱۸
- لیگ ملت‌های اروپا:قهرمانی ۲۰۲۰